# Grises de Humacao 2021
Questa voce raccoglie le informazioni riguardanti le Grises de Humacao nella stagione 2021.

## Stagione
Le Grises de Humacao partecipano per la prima volta alla Liga de Voleibol Superior Femenino dopo aver acquistato il titolo delle Polluelas de Aibonito.
Concludono la regular season al settimo e ultimo posto, non qualificandosi quindi per i play-off scudetto.

## Organigramma societario
Area direttiva
- Presidente: Luis Ernesto Santini

Area tecnica
- Allenatore: Gerardo Batista

## Rosa
| N° | Nome             | Ruolo | Data di nascita   | Nazionalità sportiva |
| -- | ---------------- | ----- | ----------------- | -------------------- |
| 1  | Glorimar Ortega  | P     | 21 novembre 1983  | Porto Rico           |
| 2  | Jonnalys Matos   | C     | 17 agosto 1991    | Porto Rico           |
| 3  | Jessie Díaz      | L     | -                 | Porto Rico           |
| 5  | Alanys Cruz      | O     | -                 | Porto Rico           |
| 6  | Carelis Rojas    | P     | 27 febbraio 1994  | Porto Rico           |
| 7  | Aida Bauzá       | O     | 20 settembre 1989 | Porto Rico           |
| 8  | Nayka Benítez    | L     | 8 febbraio 1989   | Porto Rico           |
| 9  | Lindsay Stalzer  | S     | 25 luglio 1984    | Stati Uniti          |
| 10 | Zoé Sostre       | C     | 12 maggio 1993    | Porto Rico           |
| 11 | Jennifer Quesada | C     | 22 febbraio 1992  | Porto Rico           |
| 12 | Shirley Ferrer   | O     | 23 giugno 1991    | Porto Rico           |
| 17 | Keila Rodríguez  | S     | 26 ottobre 1992   | Porto Rico           |
| 21 | Ninoshka Vázquez | S     | -                 | Porto Rico           |
| 22 | Symone Abbott    | S     | 27 settembre 1996 | Stati Uniti          |
| 23 | Nomaris Vélez    | L     | 11 giugno 1993    | Porto Rico           |

## Mercato
| Acquisti | Acquisti         | Acquisti                  | Acquisti   |
| R.       | Nome             | da                        | Modalità   |
| -------- | ---------------- | ------------------------- | ---------- |
| P        | Glorimar Ortega  | Criollas de Caguas        | definitivo |
| C        | Jonnalys Matos   | -                         | definitivo |
| L        | Jessie Díaz      | -                         | definitivo |
| O        | Alanys Cruz      | Elms College              | definitivo |
| P        | Carelis Rojas    | Criollas de Caguas        | definitivo |
| O        | Aida Bauzá       | Amazonas de Trujillo Alto | definitivo |
| L        | Nayka Benítez    | Llaneras de Toa Baja      | definitivo |
| S        | Lindsay Stalzer  | Athletes Unlimited        | definitivo |
| C        | Zoé Sostre       | Pinkin de Corozal         | definitivo |
| C        | Jennifer Quesada | -                         | definitivo |
| O        | Shirley Ferrer   | Indias de Mayagüez        | definitivo |
| S        | Keila Rodríguez  | Valencianas de Juncos     | definitivo |
| S        | Ninoshka Vázquez | Pinkin de Corozal         | definitivo |
| S        | Symone Abbott    | Athletes Unlimited        | definitivo |
| L        | Nomaris Vélez    | Athletes Unlimited        | definitivo |

| Cessioni | Cessioni      | Cessioni | Cessioni   |
| R.       | Nome          | a        | Modalità   |
| -------- | ------------- | -------- | ---------- |
| S        | Symone Abbott | -        | svincolata |

## Risultati

### LVSF

#### Regular season
| 15 giugno 2021 Coliseo Emilio E. Huyke, Humacao         | Grises de Humacao         | 0 - 3 | Criollas de Caguas                      | 16-25, 20-25, 16-25               |
| 18 giugno 2021 Coliseo Emilio E. Huyke, Humacao         | Grises de Humacao         | 0 - 3 | Leonas de Ponce                         | 21-25, 19-25, 22-25               |
| 19 giugno 2021 Coliseo Emilio E. Huyke, Humacao         | Grises de Humacao         | 1 - 3 | Template:Volley Cangrejeras de Santurce | 20-25, 30-28, 23-25, 15-25        |
| 23 giugno 2021 Coliseo Emilio E. Huyke, Humacao         | Grises de Humacao         | 3 - 2 | Changas de Naranjito                    | 25-20, 15-25, 26-24, 21-25, 15-10 |
| 27 giugno 2021 Coliseo Carmen Zoraida Figueroa, Corozal | Pinkin de Corozal         | 3 - 1 | Grises de Humacao                       | 28-26, 25-20, 23-25, 25-19        |
| 30 giugno 2021 Coliseo Emilio E. Huyke, Humacao         | Grises de Humacao         | 0 - 3 | Valencianas de Juncos                   | 21-25, 21-25, 22-25               |
| 8 luglio 2021 Coliseo Roger L. Mendoza, Caguas          | Criollas de Caguas        | 3 - 0 | Grises de Humacao                       | 25-15, 25-22, 25-19               |
| 14 luglio 2021 Coliseo Roberto Clemente, San Juan       | Sanjuaneras de la Capital | 3 - 0 | Grises de Humacao                       | 25-15, 25-10, 25-22               |
| 16 luglio 2021 Coliseo Emilio E. Huyke, Humacao         | Grises de Humacao         | 1 - 3 | Pinkin de Corozal                       | 21-25, 18-25, 25-17, 23-25        |
| 18 luglio 2021 Coliseo Gelito Ortega, Naranjito         | Changas de Naranjito      | 3 - 1 | Grises de Humacao                       | 25-21, 25-23, 18-25, 25-15        |
| 22 luglio 2021 Coliseo Rafael Amalbert, Juncos          | Valencianas de Juncos     | 3 - 1 | Grises de Humacao                       | 28-30, 25-19, 25-23, 25-18        |
| 25 luglio 2021 Coliseo Salvador Dijols, Ponce           | Leonas de Ponce           | 1 - 3 | Grises de Humacao                       | 25-23, 19-25, 13-25, 20-25        |

## Statistiche

### Statistiche di squadra
| Competizione | Punti | In casa | In casa | In casa | In trasferta | In trasferta | In trasferta | Totale | Totale | Totale |
| Competizione | Punti | G       | V       | P       | G            | V            | P            | G      | V      | P      |
| ------------ | ----- | ------- | ------- | ------- | ------------ | ------------ | ------------ | ------ | ------ | ------ |
| LVSF         | 5     | 6       | 1       | 5       | 6            | 1            | 5            | 12     | 2      | 10     |
| Totale       | -     | 6       | 1       | 5       | 6            | 1            | 5            | 12     | 2      | 10     |

G = partite giocate; V = partite vinte; P = partite perse